# Штейнмец, Чарлз Протеус
Чарлз Протеус Штейнмец (англ. Charles Proteus Steinmetz, нем. Carl August Rudolph Steinmetz; 9 апреля 1865, Бреслау — 26 октября 1923, Скенектади) — американский инженер-электрик германского происхождения.

## Биография
Как отец и дед, был карликом (1,22 м), горбуном, страдал сильным кифозом и дисплазией тазобедренного сустава.
В 1883 году поступил в Университет Бреслау. В студенческие годы редактировал нелегальный журнал «Социалист». За критику властей и социалистическую агитацию в университетском кружке попадал под полицейское расследование, что в условиях Исключительного закона против социалистов грозило серьёзным тюремным сроком. Вынужден был выехать в Цюрих, где поступил на факультет механики Швейцарского технологического университета (1888). В 1889 году поселился в Нью-Йорке. Работал в небольшой фирме Р. Айкемейера, где и заинтересовался электротехникой.

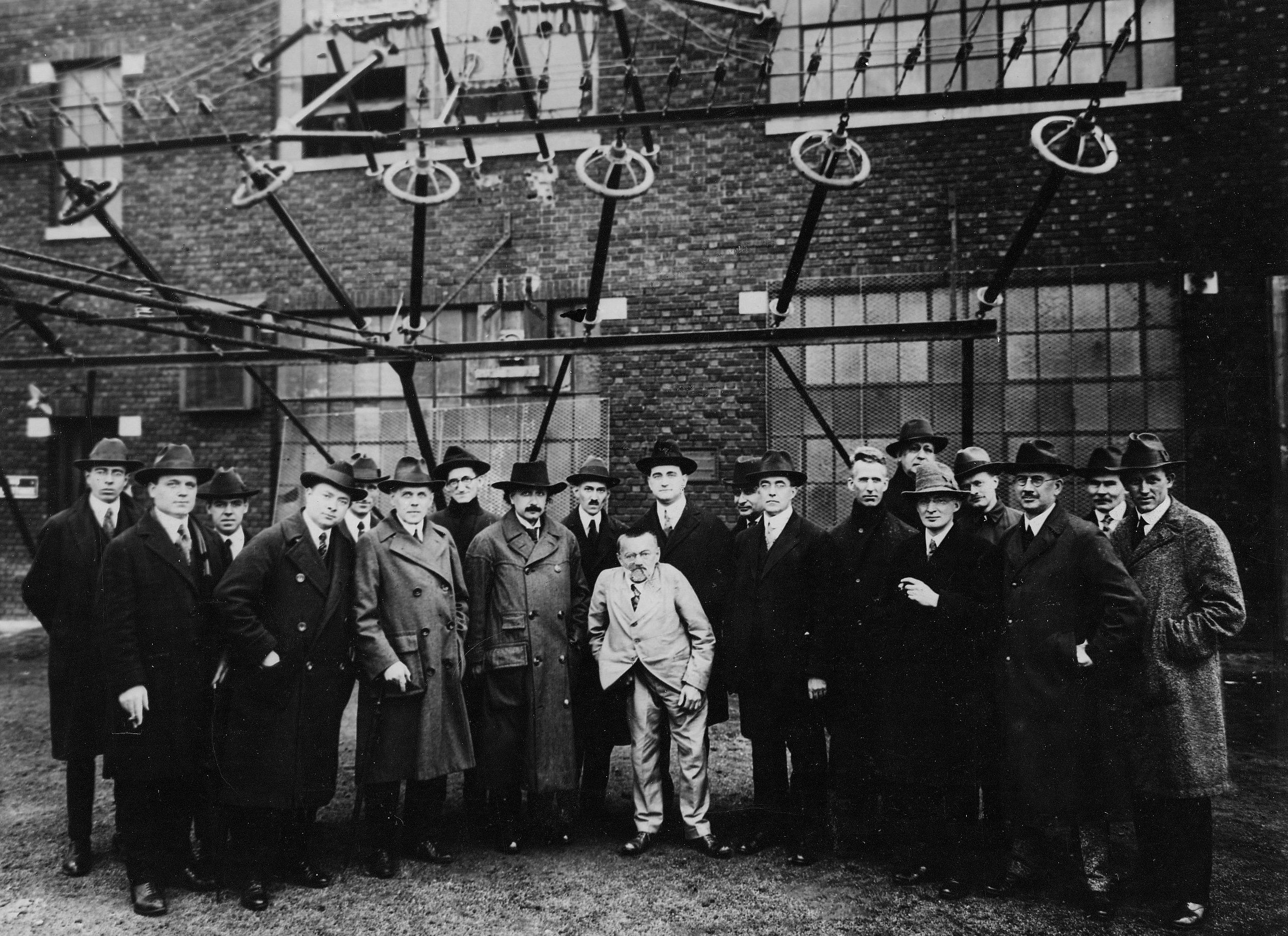
Ч. Штейнмец и А. Эйнштейн во время посещения станции радиотелеграфа Маркони

- в 1890—1892 вывел эмпирическую формулу для расчета потерь на гистерезисе.
- в 1893 году фирма Айкермейера вошла в состав General Electric, где Штейнмец проработал до конца жизни.
- в этом же году Штейнмец математически описал явления переменного тока.
- повышен в General Electric до начальника вычислительного отдела.
- 1897 — разработал основы символического метода расчета цепей переменного тока.
- с 1901 по 1902 год — президент Американского института инженеров-электриков (AIEE, в будущем IEEE).
- с 1903 года стал профессором Юнион-Колледжа в Скенектади.
- в 1921 году Штейнмец спроектировал уникальный на то время генератор импульсов высокого напряжения, изготовленный на одном из заводов фирмы, который позволял получать напряжение до 120 киловольт при мощности около 1 млн лошадиных сил.

Умер 26 октября 1923 года.
Принимал активное участие в политической жизни США, был членом Социалистической партии Америки, поддерживал ее кандидатов на выборные посты, был популярным оратором. Входил в редакционный совет левого журнала New Review (1913—1917) вместе с Ю. Дебсом, М. Горьким и У. Дюбуа.

## Переписка с В. И. Лениным
Штейнмец состоял в переписке с В. И. Лениным. 16 февраля 1922 года он написал Ленину письмо, в котором предлагал помощь в реализации плана электрификации страны. Советский вождь по неизвестным причинам отказался от предложения, ответив: «Отсутствие официальных и законно признанных отношений между Советской Россией и Соединенными Штатами [дипломатических отношений] крайне затрудняет и для нас и для Вас практическое осуществление Вашего предложения» (что на самом деле не мешало приезду в Россию в те же годы тысяч других американских специалистов по линии Общества технической помощи России). При этом письмо Штейнмеца было решено использовать в пропагандистских целях, и Ленин опубликовал его и свой ответ на него «в надежде, что тогда многие лица, живущие в Америке или в странах, связанных торговыми договорами и с Соединенными Штатами и с Россией», помогут информацией, переводами с русского на английский и т.п. осуществить намерение Штейнмеца «помочь Советской республике». Позднее он также переслал Штейнмецу материалы ГОЭЛРО, а позднее обратился с просьбой оказать содействие в приобретении тракторов в кредит.

## Интересные факты
- Одна из историй о Штейнмеце была опубликована в 1965 году в журнале Life за авторством Джека Б. Скотта. На заводе River Rouge компании Ford в Дирборне (штат Мичиган) возникла проблема с гигантским электрогенератором, и инженеры компании обратились за помощью к Штейнмецу. Тот, прибыв на завод, попросил дать ему только блокнот, карандаш и кровать-раскладушку: согласно Скотту, в течение двух следующих суток Штейнмец прислушивался к шуму генератора и выполнял сложные вычисления, чтобы определить источник неполадок. После двух суток работы он попросил лестницу-стремянку, взобрался по ней на генератор и сделал отметку мелом на участке, где, по его мнению, скрывался источник проблем. После этого он попросил инженеров снять пластину, на которой была оставлена отметка, и заменить 16 витков провода: инженеры выполнили все указания, и генератор заработал в прежнем режиме. После этого Генри Форд получил от от General Electric счёт на 10 тысяч долларов за оказанную услугу — колоссальную по тем временам сумму. Удивлённый Форд попросил конкретизировать счёт, и Штейнмец прислал более точный счёт, в котором, согласно Скотту, говорилось следующее: «1 доллар — за поставленную мелом метку, 9999 долларов — за знание того, где её нужно было поставить». Форд немедленно оплатил счёт[2].
- Во время похорон, когда гроб с его телом опускали в могилу, на предприятиях концерна General Electric на 5 минут были прекращены все работы[источник не указан 803 дня].
- В США его считали великим ученым и изобретателем[источник не указан 803 дня].
- По указанию Ленина были собраны подробные сведения о Штейнмеце, и 20 апреля 1920 года его биография была опубликована в газете «Правда».
- Ежегодно за особый вклад в развитие и/или улучшение стандартов в электротехнической и электронной инженерии присуждается премия IEEE им. Штейнмеца.
- На момент смерти получил более 200 патентов, среди которых: «Система распределения переменным током», «Трехфазный индукционный счетчик», «Асинхронный электродвигатель», «Система электрического распределения», «Выпрямительная техника».
- Штейнмецу посвящена главка «Протей» («Proteus») в романе Дос Пассоса «42-я параллель».